# Hobson's Choice
Hobson's Choice é um filme britânico de comédia romântica de 1954, dirigido por David Lean. É baseado na peça de mesmo nome de Harold Brighouse. É estrelado por Charles Laughton no papel do criador de botas vitoriano Henry Hobson, Brenda De Banzie como filha mais velha e John Mills como empregado tímido. O filme também apresenta Prunella Scales em um de seus primeiros papéis no cinema como Vicky.
Hobson's Choice ganhou o British Academy Film Award de melhor filme britânico de 1954.

## Roteiro
Willie Mossop (John Mills) é um fabricante de botas talentoso, mas não apreciado, empregado pelo tirânico Henry Horatio Hobson (Charles Laughton) em sua loja moderadamente sofisticada em Salford, na década de 1880, em Lancashire. O viúvo que bebe muito, Hobson, tem três filhas, Maggie (Brenda De Banzie) e suas irmãs mais novas Alice ( Daphne Anderson ) e Vicky ( Prunella Scales ) trabalharam no estabelecimento de seu pai sem salários e estão ansiosas por se casar e ficarem livre da loja. Alice tem visto Albert Prosser (Richard Wattis), um jovem advogado em ascensão, enquanto Vicky prefere Freddy Beenstock (Derek Blomfield), filho de um respeitável comerciante de milho. Hobson não se opõe a perder Alice e Vicky, mas Maggie é muito útil para se separar. Para seus amigos, ele zomba da magreza simples e severa da filha, chamando-a de solteirona "um pouco madura" aos 30 anos de idade.
Com o orgulho ferido, Maggie intimida Willie, um homem pouco ambicioso, em um noivado. Quando Hobson se opõe à escolha de seu humilde empregado como marido e se recusa a começar a pagá-la, Maggie anuncia que ela e Willie vão se estabelecer em uma loja própria. Na capital, eles recorrem a um cliente satisfeito para obter um empréstimo. Com o dinheiro na mão, eles se casam e, entre o senso comercial de Maggie e o gênio do sapato de Willie, a empresa é bem-sucedida. Em um ano, eles não apenas pagaram seu empréstimo comercial, mas também retiraram quase toda a clientela de Hobson. Sob a tutela de Maggie, o ex-analfabeto Willie se tornou um homem de negócios educado e autoconfiante, e ele e Maggie se apaixonaram profundamente.
Quando Hobson finalmente o alcança, Dr. MacFarlane (John Laurie) chama Maggie. A seu pedido, Mossop oferece uma parceria com Hobson, com a condição de que Hobson seja apenas um parceiro silencioso. Depois de uma discussão sobre o novo nome da empresa, Hobson concorda.

## Elenco
- Charles Laughton como Henry Horatio Hobson
- John Mills como Will Mossop
- Brenda De Banzie como Maggie Hobson
- Daphne Anderson como Alice Hobson
- Prunella Scales como Vicky Hobson
- Richard Wattis como Albert Prosser
- Derek Blomfield como Freddy Beenstock
- Helen Haye como Mrs. Hepworth, o financiador
- Raymond Huntley como Nathaniel Beenstock
- Jack Howarth como Tubby Wadlow, outro funcionário da Hobson
- Joseph Tomelty como Jim Heeler
- Julien Mitchell como Sam Minns, o publicano
- Gibb McLaughlin como Tudsbury
- Philip Stainton como Denton
- John Laurie como Dr. MacFarlane
- Dorothy Gordon como Ada Figgins
- Madge Brindley como Mrs Figgins

## Produção
Robert Donat foi originalmente escalado para o papel de Will Mossop, mas teve que desistir devido à sua asma. As cenas do local ao ar livre foram filmadas em torno da área de Salford, com o Peel Park servindo como o local de cortejo para Maggie Hobson e William Mossop.

## Trilha sonora
Malcolm Arnold pegou o tema cômico principal do filme de sua ópera The Dancing Master. Ao longo do filme, ele está ligado a Hobson com tanta frequência que ele até assobia em um ponto. Arnold escreveu a trilha sonora de uma pequena orquestra de 22 músicos e pediu a ajuda de um dono de café belga para tocar a serra musical em uma cena crucial. Depois de uma noite bebendo no The Moonraker, Hobson está vendo o dobro, e ele se fixa ao reflexo da lua nas poças do lado de fora do pub. Arnold usa a serra musical para representar o fascínio da lua, enquanto o desajeitado Hobson caminha de poça em poça, perseguindo seu reflexo.

## Recepção

### Bilheteria
O filme foi um dos mais populares nas bilheterias britânicas em 1954.

### Crítico
Em sua resenha do New York Times, Bosley Crowther chamou Hobson's Choice de "um filme britânico delicioso e gratificante" e elogiou as performances dos três protagonistas e de seu produtor / diretor. O TV Guide deu ao filme quatro estrelas, caracterizando-o como "uma comédia totalmente desenvolvida de fraquezas e loucuras humanas, com Laughton fazendo uma apresentação magistral e astuta, lindamente apoiada por De Banzie e Mills". Na opinião de Daniel Etherington, do Canal 4, as "interações entre os personagens entre o casal e o velho idiota de um pai são fascinantes, engraçadas e emocionantes". Seu veredicto é: "Exibe a marca Lean de qualidade e excelente desempenho de seus leads. Uma jóia".

### Prêmios
O filme ganhou o Urso de Ouro no 4º Festival Internacional de Cinema de Berlim em 1954 e o British Film Academy Award de Melhor Filme Britânico em 1954.